# Thorsten Grenz
Thorsten Grenz (* 28. Juli 1958 in Kiel) ist ein deutscher Manager.

## Leben
Grenz’ Vater war Polizist.
Grenz studierte an der Christian-Albrechts-Universität zu Kiel Betriebswirtschaft und spezialisierte sich auf Rechnungswesen und Finanzierung. Er promovierte dort 1986 mit einer Dissertation über Dimensionen und Typen der Unternehmenskrise: Analysemöglichkeiten auf der Grundlage von Jahresabschlussinformationen als Betriebswirt.
Nach Abschluss seines Studiums trat er 1986 in die Unternehmensberatung McKinsey ein. Dort wurde er Senior Project Leader und arbeitete in Frankfurt, Paris und Wien. Sein Aufgabenschwerpunkt war Strategie/Organisation für Banken. Grenz schied 1992 aus dem Unternehmen aus und wurde Mitarbeiter der Hapag-Lloyd. Bei Hapag-Lloyd, wo er zunächst Leiter der Abteilung Corporate Controlling und danach Geschäftsführer Finance war, betreute er Mergers and Acquisitions-Projekte. Im Jahr 1997 wurde er Geschäftsführer der Hapag-Lloyd Container Linie GmbH.
Im April 2000 wechselte Grenz zur deutschen Telekommunikationsfirma Mobilcom und wurde Finanzvorstand. Hier löste er im Juni 2002 den Mobilcom-Gründer und bisherigen Vorstandsvorsitzenden Gerhard Schmid ab. Im Juli 2005 wurde Grenz, mit Wirkung vom 1. September 2005 an, als Vorstandsvorsitzender der Mobilcom durch den bisherigen Vorstandsvorsitzenden der Freenet AG, Eckhard Spoerr, ersetzt. Spoerr führte danach beide Unternehmen, während Grenz Mobilcom verließ.
Am 1. März 2006 wurde Grenz Chief Financial Officer (CFO) der Schweizer Hero Gruppe, einem Nahrungsmittelhersteller. Der CEO von Hero, Stefan F. Heidenreich kennt Grenz aus seinen Studienzeiten, als Grenz Doktorand war und Heidenreich Student. Bereits am 31. August 2006 schied Grenz wieder aus der Hero-Gruppe aus, ohne dass hierfür Gründe genannt wurden.
Im März 2007 wurde Grenz Operating Partner bei 3i, einem Private-Equity-Unternehmen. Sein Aufgabenschwerpunkt waren Buyouts.
Die Hauptversammlung der Drägerwerk AG & Co. KGaA berief Grenz am 9. Mai 2008 in den Aufsichtsrat des Unternehmens.
Von Oktober 2008 bis September 2012 war Grenz Vorsitzender der Geschäftsführung der Veolia Umweltservice GmbH, die zur französischen Firma Veolia Environnement gehört.
Als Lehrbeauftragter ist Grenz seit längerem an der Christian-Albrechts-Universität zu Kiel tätig. Im September 2012 wurde er zum Honorarprofessor ernannt. Seit Januar 2015 ist er Präsident der Financial Experts Association, einer Interessenvertretung für unabhängige Finanzexperten in Aufsichtsgremien. 2017 warb die Envion AG im Zuge ihres Initial Coin Offering mit der Berufung von Grenz als Berater. 2018 ging die Envion AG in den Konkurs.

## Tätigkeit bei Mobilcom
Am 2. Februar 2000 gab die deutsche Telekommunikationsfirma Mobilcom in einer Ad-hoc-Meldung bekannt, dass der Finanzvorstand des Unternehmens, Carsten Meyer, nach der MobilCom AG Hauptversammlung am 6. April 2000 aus dem Vorstand des Unternehmens ausscheiden und in den Aufsichtsrat der Unternehmensgruppe wechseln werde. Thorsten Grenz werde sein Nachfolger als Finanzvorstand. Kurz bevor Grenz Mitarbeiter von Mobilcom wurde, hatte die France Télécom einen Anteil von 28,5 % an Mobilcom gekauft. Der Chef von Mobilcom wollte um nahezu jeden Preis eine der damals zur Versteigerung anstehenden UMTS-Lizenzen erwerben. Als am 17. August 2000 das spektakuläre Versteigerungsverfahren nach 173 Runden beendet war, zahlte Mobilcom 16,37 Milliarden Deutsche Mark, umgerechnet etwa 8,4 Mrd. Euro. Dafür musste Mobilcom Kredite in Höhe von 4,6 Mrd. Mark aufnehmen. Während Grenz noch im Dezember 2000 erklärte, dass die Finanzierung der UMTS-Lizenzen auch nach der Fälligkeit des Kredite im Jahre 2002 gewährleistet sei, geriet Mobilcom rasch in erhebliche finanzielle Schwierigkeiten. Unternehmensgründer Gerhard Schmid, der auch Vorstandsvorsitzender von Mobilcom ist, wirft der France Télécom vor, nicht ausreichend in den Ausbau des UMTS-Netzes zu investieren. Der Finanzierungsbedarf liegt bei ungefähr 11 Milliarden Euro.
Der Streit zwischen Schmid und der France Télécom eskaliert, während gleichzeitig auch die finanziellen Schwierigkeiten von Mobilcom enorm anwachsen. Die Millenium GmbH, ein Unternehmen das der Ehefrau von Schmid gehört, hatte 5 % der Aktien von Mobilcom „übernommen“, allerdings nicht selbst bezahlt. So warf France Télécom und später auch Mobilcom Schmid vor, dass Mobilcom zunächst an die Millenium GmbH Geld gezahlt habe, mit dem Millenium wiederum die Aktien erworben habe. Am 21. Juni 2002 wird der Mobilcom-Gründer und bisherige Vorstandsvorsitzende Gerhard Schmid deshalb durch den Aufsichtsrat abberufen. Zu seinem Nachfolger wird Thorsten Grenz bestellt.
Umgehend nach der Amtsübernahme leitet Grenz das Ende des UMTS-Projekts von Mobilcom ein. In der Folgezeit versucht Mobilcom, sich um jeden Preis von der UMTS-Lizenz zu trennen, die zuvor um jeden Preis erworben werden sollte, da die Lizenz den Lizenznehmer dazu verpflichtet, eine eigene UMTS-Infrastruktur aufzubauen. Dafür fehlt das Geld, die Marktaussichten für UMTS hatten sich eingetrübt. Das Unternehmen bietet die Lizenz weltweit zum symbolischen Preis von einem Euro an. Ein Käufer findet sich jedoch nicht. Am 23. Dezember 2003 veröffentlicht Mobilcom eine knappe Pressemitteilung, in der es heißt, „Vorstand und Aufsichtsrat der mobilcom AG […] haben beschlossen, die Lizenzen für den Betrieb eines UMTS-Netzes […] an die Regulierungsbehörde für Post und Telekommunikation zurückzugeben.“
Grenz leitet bei Mobilcom auch unverzüglich einen massiven Personalabbau und Kosteneinsparungen ein. Im August beendet das Unternehmen die Verträge mit insgesamt 300 externen Beratern für den Ausbau des UMTS-Netzes, deren Gesamtkosten sich monatlich auf 40 Mio. Euro belaufen, gegenüber monatlich 60 Mio. Euro für die mehr als 5000 festangestellten Mitarbeiter, von denen jedoch in den folgenden Monaten etwa 1800 gekündigt werden. France Télécom ist selbst in erheblichen finanziellen Schwierigkeiten und trotz der, auf Bitte von Grenz erfolgten Einflussnahme des Bundeskanzleramtes entscheidet der Verwaltungsrat der France Télécom am 12. September 2002 die Kooperation mit Mobilcom vollständig zu beenden. Der Ausstieg der France Télécom sorgt an der Börse für einen rasanten Wertverlust der ohnehin nahezu wertlosen Mobilcom-Aktien und am 13. September verlieren die Wertpapiere 46 % Prozent ihres Wertes und notieren bei Börsenschluss bei 0,97 Euro. Nach einer monatelangen Zitterpartie stimmt France Télécom Ende November 2002 dem von Grenz und Aufsichtsratschef Dieter Vogel entwickelten Rettungsplan für MobilCom unter Vorbehalt zu. Damit wird MobilCom weitgehend entschuldet und die Grundlage für einen Neuanfang gelegt. France Télécom übernimmt 7 Milliarden Euro Schulden und stellt 580 Mio. Euro für das Einfrieren der UMTS-Aktivitäten zur Verfügung.
Ende 2002 kommt es zu ersten Spannungen zwischen Grenz und dem Mobilcom-Aufsichtsrat, nachdem Grenz öffentlich angekündigt hat, den 76-Prozent-Anteil, den Mobilcom an freenet hält, verkaufen zu wollen. Grenz muss sein Vorhaben aufgeben. Gegenüber der Presse sagt ein Sprecher von Mobilcom, es bestehe die Möglichkeit, die Festnetz-Aktivitäten von Mobilcom in freenet zu integrieren, hierüber sei bereits ein Vorvertrag unterzeichnet worden. In der Folgezeit saniert Grenz das Unternehmen und führt es bereits 2003 wieder in die Ertragszone. Vor seinem Ausscheiden legt er für das 1. Halbjahr 2005 eine beeindruckende Bilanz vor: Verglichen mit dem entsprechenden Vorjahreszeitraum weist mobilcom ein Ergebnis vor Zinsen und Steuern (EBIT) von 80,7 Millionen Euro aus, ein Zuwachs von 47 Prozent. Unterm Strich blieb ein Gewinn von 53,6 Millionen Euro (plus 64 Prozent). Der Umsatz stieg insgesamt um 2,8 Prozent auf 960,2 Millionen Euro. Der Kurs der mobilcom-Aktie hatte sich inzwischen auf über 20 Euro verzwanzigfacht.
Die von Grenz initiierte Fusion mit der Tochtergesellschaft freenet, gegen die sich freenet-Chef Spoerr lange gesperrt hatte, leitet allerdings nicht mehr Grenz selbst: Im Juli 2005 wird er, mit Wirkung vom 1. September 2005 an, als Vorstandsvorsitzender der Mobilcom durch den bisherigen Vorstandsvorsitzenden der Freenet AG, Eckhard Spoerr, abgelöst. Spoerr soll zukünftig beide Unternehmen führen. Grenz, dessen Vertrag eigentlich bis zum 31. März 2008 laufen sollte, verlässt das Unternehmen. Als Gegenleistung für die vorzeitige Vertragsaufhebung erhält er zwei Millionen Euro, zuzüglich 330.000 Euro für die Vereinbarung eines nachvertraglichen Wettbewerbsverbotes vom 1. September 2005 bis zum 30. Juni 2006 sowie 120.000 Euro für Beratungsleistungen im gleichen Zeitraum. Auch erhält er bis zum ursprünglichen Ende seines Vertrages die Möglichkeit, seine 30.000 Aktienoptionen auszuüben. Am 15. September hält er einen Vortrag mit dem Titel Zwischen Aktionärsinteressen, Arbeitnehmerforderungen und den Wünschen der Politik. Die deutsche Aktiengesellschaft im Spannungsfeld verschiedenster Erwartungen.
In der Dokumentation Hedge Funds and Private Equity – A critical analysis der Party of European Socialists, vertreten die Autoren die Ansicht, dass Grenz freiwillig gegangen sei, da er nicht einverstanden gewesen sei, mit dem Vorhaben von TPG, mehrere hundert Millionen Euro als Dividende auszuschütten.

„TPG was firmly resolved to pay out several hundred million euros to shareholders in the form of special dividends. The dividends have yet to be paid, perhaps because TPG is marking time in the face of the wide publicity given to its aggressive recapitalization plans. Thorsten Grenz, chief executive of Mobilcom, wanted nothing to do with this windfall and resigned his post.“

## Privates
Thorsten Grenz ist verheiratet und hat eine Tochter.
In seiner Freizeit läuft er Marathon, betreibt den Kampfsport GTS Shoot Fighting und segelt.

## Webquellen
- boocompany.com (PDF-Datei; 912 kB)